# Royal Aircraft Factory B.E.2
O Royal Aircraft Factory B.E.2 (Blériot Experimental) foi um biplano britânico monomotor biposto utilizado pelo Royal Flying Corps durante a Primeira Guerra Mundial
O B.E.2 foi um dos projetos que estabeleceram a configuração biplano impulsionado por tração como dominante por um período considerável. Na sua primeira aparição pública a Flight escreveu que "tudo que se podia ver do avião era muito interessante".
Apesar de impopular entre os aviadores, foram construídos por volta de 3500 aviões, que serviram como caças, interceptadores, bombardeiros leves, treinadores e aeronaves de reconhecimento.
Foi projetado por Geoffrey de Havilland, como evolução do B.E.1, tendo seu primeiro voo em fevereiro de 1912, com de Havilland como piloto.

## O RAF B.E.1

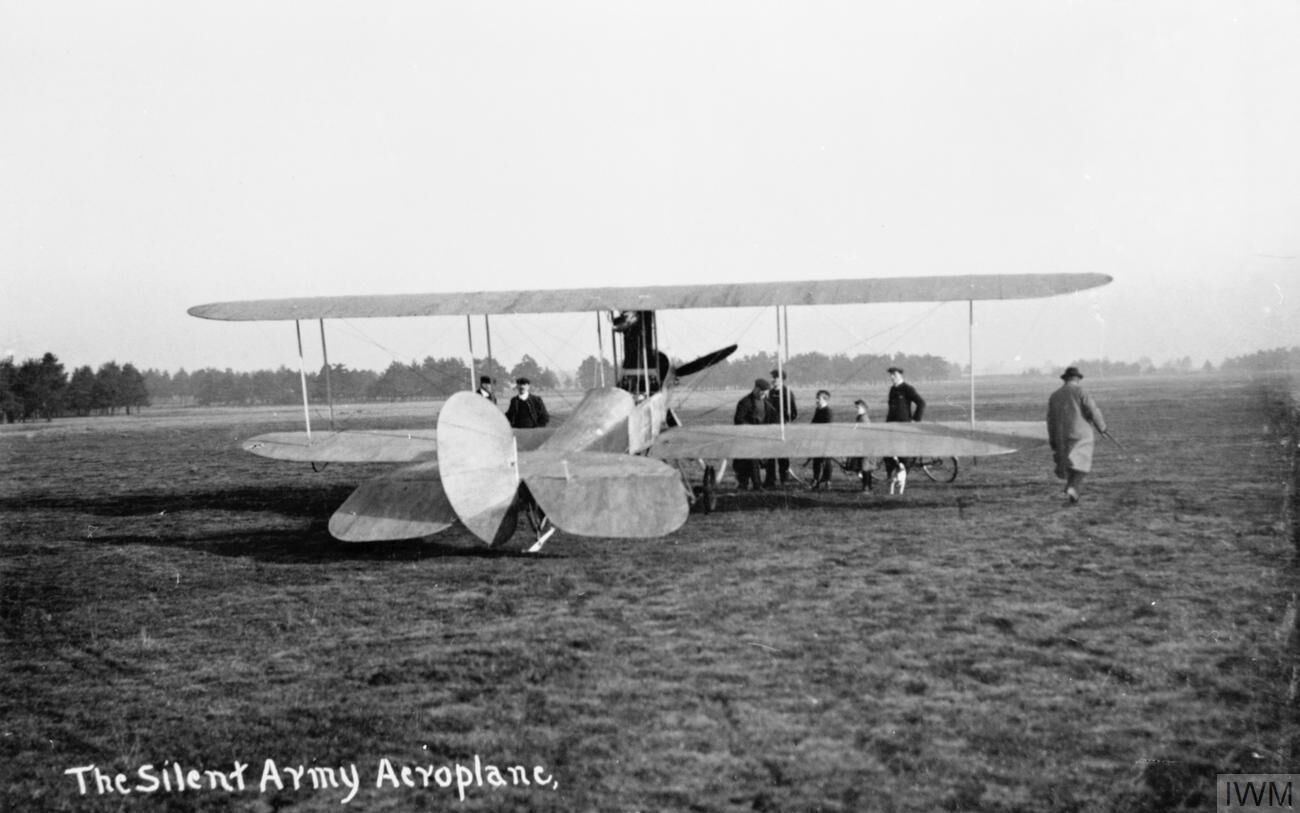
O RAF B.E.1., originalmente conhecido como The Silent Army Aeroplane.

Ele era claramente uma reconstrução do Voisin II impulsionado por um motor Wolseley refrigerado a água de 60 hp, o B.E.1 usava apenas o motor e o radiador daquele avião, sendo o radiador montado entre o par de "estruturas cabane" frontais. As asas tinhas envergaduras diferentes: a superior com cerca de 11 m e a inferior com cerca de 10,5 m.
Seu primeiro voo ocorreu em 4 de dezembro de 1911 pilotado por de Havilland. O avião não tornou a voar até 27 de Dezembro, quando foi modificado com a substituição do carburador original Wolseley por um Claudel, que permitia o controle de potência. Outras pequenas modificações foram efetuadas nas semanas seguintes: as rodas do trem de pouso foram movidas mais para trás 30,4 cm, as asas (que originalmente não estavam em diedro) foram reposicionadas e passaram a ter um ângulo de 1° em relação à horizontal, e a hélice foi reduzida no comprimento, tentando aumentar a velocidade do motor. Mais tarde o motor Wolseley foi substituído por um Renault de 60 hp refrigerado à ar.

## Variantes

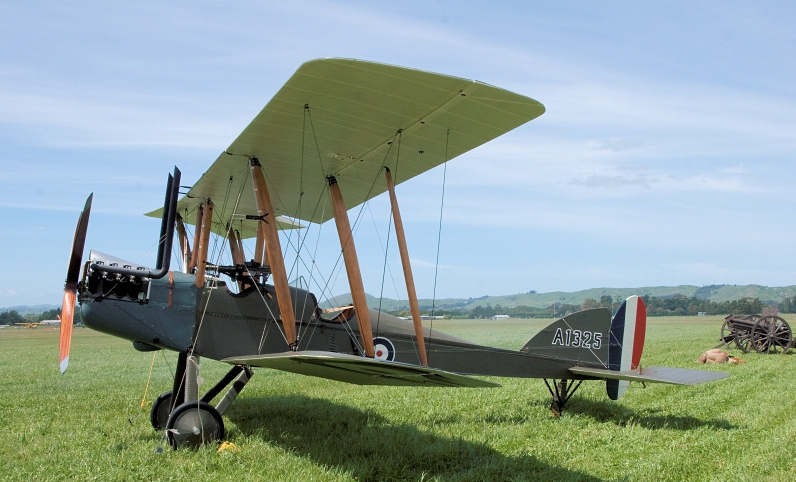
Um B.E.2f A1325 em Masterton, Nova Zelândia, 2009

- B.E.1: Protótipo - pioneiro importante na configuração biplano por tração. O primeiro B.E.2 era quase idêntico, exceto pelo motor utilizado.
  - B.E.5: Protótipo, oficialmente uma reconstrução de um biplano de Howard Wright, impulsionado por motor ENV de 60 hp, primeiro voo em 27 de junho de 1912. Foi reconstruído com um motor Renault tornando-se o B.E.2.[7]
  - B.E.6: Protótipo, oficialmente uma reconstrução do Royal Aircraft Factory S.E.1. Primeiro voo em 5 de setembro de 1912, impulsionado por um motor ENV em 60 hp como o B.E.5, mas foi equipado com um motor Renault tornando-se o B.E.2.[8]
- B.E.2a: Versão de inicial de produção do B.E.2. Construído em pequenas quantidades a partir de 1912 - permaneceu como um padrão até as vésperas da Guerra em 1914.
- B.E.2b: Basicamente igual à versão "a" com as laterais da cabine mais altas.
- B.E.2c: Passou por extensa revisão - na verdade um avião totalmente novo.
- B.E.2d: Essencialmente uma versão "c" com controles duplos e um tanque de combustível maior.
- B.E.2e: A versão final, com novas asas. Com a expectativa de ser um grande avanço em relação à versão "c", acabou sendo um fracasso, apelidado de "Quirk".
- B.E.2f: Um B.E.2c com as asas do B.E.2e.
- B.E.2g: Um B.E.2d com as asas do B.E.2e.
- B.E.9: Um B.E.2c com uma caixa de madeira (chamada de "púlpito", semelhante ao SPAD A.2) na frente da hélice para um observador ou artilheiro. Permaneceu apenas como um protótipo.
- B.E.12: Um B.E.2c monoposto com uma arma sincronizada e motor mais potente. O B.E.12a tinha as asas do B.E.2e.